# Pető Mária
Pető Mária (1964. január 10. –) Gábor Dénes-díjas kortárs fizikus, a sepsiszentgyörgyi Székely Mikó Kollégium címzetes fizikatanára, a helybéli Református Kollégium fizikatanára és megbízott igazgatója, illetve a budapesti Eötvös Loránd Tudományegyetem fizika szakos doktori hallgatója. Tudományos tevékenysége többnyire az asztrofizikára irányul, ám diákjai számos eredményt értek el a mechanika, termodinamika, hálózatelmélet, orvosi és részecskefizika területén is.

## Életpályája

### Tanulmányok
Pető Mária a Baróti Szakközépiskola elektrotechnika szakán érettségizett 1982-ben, majd a Temesvári Tudományegyetem Természettudományi fakultásának Fizika karán diplomázott 1986-ban. A tanári véglegesítő fokozatot 1989-ben szerezte meg a kolozsvári Babeș–Bolyai Tudományegyetem Fizika karán, a tanári II. fokozatot pedig ugyanott 1994-ben. Négy évvel később tanári I. fokozati diplomát szerzett Temesváron.
Fizikai és tanári tanulmányai mellett a közgazdaság-tudományba is belemélyült. 1998-tól a  Babeș–Bolyai Tudományegyetem Business fakultásának Vállalatgazdasági karán tanult menedzsmentet, ahol 2000-ben le is diplomázott. Azóta ilyen témájú konferenciák rendszeres résztvevője.

### Munkahelyek
1986 szeptembere és 1989 decembere közt a Hargita megyei Csíkszentsimon I-X. osztályos iskolájában tanított matematikát és fizikát, majd a véglegesítő fokozat megszerzése után Sepsiszentgyörgyre került, ahol a Székely Mikó Kollégium jeles fizikatanárát tisztelhetjük benne mind a mai napig. 1993-tól címzetes tanár a rangos székelyföldi tanintézményben, 1995-től pedig az újjáalakult Református Kollégiumban is fizika- és csillagászatórákat tart. Igazgatóvá 2003-ban nevezték ki a teológiai líceumban, ahol azóta is ellátja az intézmény vezetését.
Munkahelyi megbízatásai közé tartoznak a különböző bizottsági feladatok is. Itt megemlítendő, hogy Pető Mária tagja a romániai országos érettségibizottságnak, a Kovászna megyei tanári versenyvizsgáztató bizottságnak, a megyei tanfelügyelőség konzultatív tanácsának, a Romániai Magyar Pedagógusok Szövetségének és az Erdélyi Református Egyházkerület oktatási osztályának. Ezen kívül állandó munkatársként vesz részt a megyei fizika, tudományok és junior tantárgyversenyek szervezőbizottságának tételfordító, tételszerkesztő és dolgozatjavító munkájában, illetve meghívásra dolgozik az országos fizika tantárgyolimpia javítóbizottságában is.

## Eredményei

### Tudományos konferenciák, továbbképzések, előadások
- Arguments for teaching astronomy, Proceedings – Adventures in teaching astronomy, EAAE-IAU Course on Astronomy Education (Madrid, Spanyolország, 2009)[6]
- A kráterképződés tanulmányozása, A fizika tanítása (Budapest, Magyarország, 2009)[7]
- How can we explain the birth of craters on the Moon or Mars?, Proceedings – 1st ESO-EAAE Astronomy Summer School, Strategies for effective teaching Astronomy (Garching, Németország, 2007)
- Strategies for effective teaching Astronomy, Proceedings – 1st ESO-EAAE Astronomy Summer School, Strategies for effective teaching Astronomy (Garching, Németország, 2007)
- A GTP, mint új lehetőség az oktatásban, tanulásban, A Református Kollégium Évkönyve, (Sepsiszentgyörgy, Románia, 2004)
- High School Teachers Programme, CERN (Genf, Svájc, 2010)
- Hogyan tovább közoktatás, A Sikeres Székelyföld Civil Fórum IV. Konferenciája, Hozzászólás – Az iskolai pedagógiai gyakorlat fontossága és szerepe a tanárképzésben (2010)
- Education and quality for sustainable development, Pedagógusok Háza és Kovászna Megyei Tanfelügyelőség (Sepsiszentgyörgy, Románia, 2010)
- Az anyanyelvű oktatás időszerű kérdései, Oktatási Minisztérium, Kisebbségi Főosztály (Marosvásárhely, Románia, 2010)
- A pedagógus, mint kompetenciafejlesztő és értékközvetítő szakember, Közoktatási Konferencia, Romániai Magyar Pedagógusok Szövetsége és Pedagógusok Háza (Sepsiszentgyörgy, Románia, 2009)
- Iskolamenedzsment a felekezeti iskolákban, A református keresztény szellemiség szerepe az Európai Unió közoktatásában (Dordrecht, Hollandia, 2009);
- Vezetés-módszertani ismeretek, vezetői kompetenciák, Qualitas T&G Tanácsadó és Szolgáltató Kft. (Szeged, Magyarország, 2008)
- Szervezeti kommunikáció, Qualitas T&G Tanácsadó és Szolgáltató Kft. (Szeged, Magyarország, 2008)
- Projektmenedzsment, Qualitas T&G Tanácsadó és Szolgáltató Kft. (Szeged, Magyarország, 2008)
- A református identitás a felekezeti iskolákban, A Stichting Ondersteuning Gereformeerd Onderwijs in Oost Europa és a Református Pedagógiai Intézet konferenciája (Kolozsvár, Románia, 2008)
- A számítástechnika, mint eszköz az eredményes oktatásban, Academica I. és III. fizikatanári továbbképzés, Transilvania Egyetem (Brassó, Románia, 2007)
- LLL Továbbképzési program (Sepsiszentgyörgy, Románia, 2007)
- Projektmenedzsment, Regionális Tudáshálózatokért Alapítvány és Eurocenter Amőba Oktatási Továbbképzési Központ (Sepsiszentgyörgy, Románia, 2007)
- Projektmenedzsment: EU-s projektek az iskolák fejlesztésben, gyulafehérvári Középrégiós Fejlesztési Központ és Kovászna Megyei Pedagógusok Háza (Sepsiszentgyörgy, Románia, 2007)
- Osztályfőnöki képzés, Kovászna Megyei Pedagógusok Háza és Kovászna Megyei Tanfelügyelőség (Sepsiszentgyörgy, Románia, 2007)
- Minőségbiztosítás az oktatásban, Kovászna Megyei Pedagógusok Háza és Kovászna Megyei Tanfelügyelőség (Sepsiszentgyörgy, Románia, 2006)
- Vezetői kompetenciák fejlesztése, Baranyai Pedagógiai Szakszolgáltatások és Szakmai Szolgáltatások Központja (Pécs, Magyarország, 2006)
- Bolyai Nyári Akadémia – Fizika szakosztály, Hargita Megyei Pedagógusok Háza és Babeș–Bolyai Tudományegyetem (Csíkszereda, Románia, 2005)
- Tanügyi-igazgatási ismeretek a magyar közoktatás rendszerében (Győr, Magyarország, 2005)
- Keresztény etika, keresztény pedagógia, Előadás a természettudomány műhelymunka keretén belül – A természettudományok, a fizika szerepe és oktatása a felekezeti iskolákban, Erdélyi Református Egyházkerület és Református Pedagógiai Intézet (Kolozsvár, Románia, 2005)
- Igazgatók menedzserképzése, Kovászna és Hargita Megyei Pedagógusok Háza, Kovászna Megyei Tanfelügyelőség, illetve Teleki Oktatási Központ (Sepsiszentgyörgy és Szováta, Románia, 2004)
- ECDL képzés és szakvizsga, Eurocenter Amőba Oktatási Továbbképzési Központ (Sepsiszentgyörgy, Románia, 2003)
- Bolyai Akadémia – Közgazdasági szakosztály, Romániai Magyar Közgazdászok Szövetsége, Hargita Megyei Pedagógusok Háza és Babeș–Bolyai Tudományegyetem (Csíkszereda, Románia, 2003)
- Bolyai Nyári Akadémia – Fizika szakosztály, A fizika és alkalmazási területei a XXI. századi oktatásban, Hargita Megyei Pedagógusok Háza és Babeș–Bolyai Tudományegyetem (Csíkszereda, Románia, 2002)
- A számítástechnika alkalmazása a modern oktatásban, Eurocenter Amőba Oktatási Továbbképzési Központ (Sepsiszentgyörgy, Románia, 2002)
- GTP Open Day, Előadás – A tehetséggondozás új lehetőségei az iskolában, Eurocenter Amőba Oktatási Továbbképzési Központ (Székelyudvarhely, Románia, 2002)
- International School Science Project, Comenius programzáró konferencia (Quimper, Franciaország, 2001)
- GTP Mentorképzés, Eurocenter Amőba Oktatási Továbbképzési Központ (Sepsiszentgyörgy, Románia, 2001)
- GTP Mentorképzés, GTP Open Day, Eurocenter Amőba Oktatási Továbbképzési Központ (Sepsiszentgyörgy, Románia, 2000)
- Bolyai Nyári Akadémia – Fizika szakosztály, Hargita Megyei Pedagógusok Háza és Babeș–Bolyai Tudományegyetem (Csíkszereda, Románia, 1997)
- 36. Országos Középiskolai Fizikatanári Ankét és Eszközkiállítás, Eötvös Loránd Fizikai Társulat (Hódmezővásárhely, Magyarország, 1993)
- Fizika szakképzés, Bessenyei György Tanárképző Főiskola (Nyíregyháza, Magyarország, 1993)

### Extrakurrikuláris oktatási-nevelési programok
- International School Science Project, szervezés és részvétel – Comenius Iskolafejlesztő Projekt angol, olasz, francia és magyar iskolák részvételével (1999-2001);
- Dante a világirodalomban, nemzetközi együttműködési projekt a pratói (Olaszország) Liceo Scientifico Carlo Livi-vel (2002-2003);
- Understanding Diversity, csoportvezetés – nemzetközi oktatás-nevelési program, SchoolNet Afrika és IICD (2003-2005);
- A tudományok oktatása a román és olasz oktatási rendszerben, programvezetés – nemzetközi együttműködési projekt a pratói (Olaszország) Liceo Scientifico Carlo Livi-vel (2004-2005);
- Strategia Națională pentru Acțiune Comunitară, speciális tevékenység – Autista és Mozgássérült Gyerekek Napköziotthona, romániai Tanügyminisztérium (2000-től).

### Tankönyvek szerkesztése, lektorálása, fordítása
- Fizika tankönyv a X. osztály számára, F1 szint, T3 Kiadó, ISBN 973-8265-38-X, 2004
- Környezetvédelmi szakkönyv a X. osztály számára, T3 Kiadó, ISBN 973-8265-42-8, 2005
- Közgazdaságtan feladatok példatára a XI. osztály számára, Pont Fix Kiadó, 2002

### Tehetséggondozásban, diákokkal elért eredmények

#### Balázs Gábor és Demény András
1992-ben dicséret a Magyar Tudományos Akadémia Atommagkutató Intézete (ATOMKI) által a XIII. Fizikus Napok alkalmából kiírt pályázaton.

#### Nagy Mária
1993-ban dicséret a Magyar Tudományos Akadémia Atommagkutató Intézete (ATOMKI) által a XIV. Fizikus Napok alkalmából kiírt pályázaton.

#### Nagy József
1998-ban II. díj a Magyar Szabadalmi Hivatal Innovációs Versenyén.

#### Albert Balázs
2002-ben I. díj a  Babeș–Bolyai Tudományegyetem Augustin Maior Országos Fizikaversenyén.

#### Horvát Szabolcs
2002-ben a romániai Oktatási Minisztérium kitűnőségi díjjal jutalmazta az országos fizika olimpiákon elért kiváló eredményeiért.

#### Kerekes Csaba és Erzse Levente
2005-ben dicséret a  Babeș–Bolyai Tudományegyetem Augustin Maior Országos Fizikaversenyén.

#### Plugor Tamás és Szász Ferenc
2007-ben dicséret a Megyei Fizika Olimpián.

#### Blényesi Balázs és Erdélyi Örs
2008-ban I. díj az Erdélyi Kutató Diákok Tudományos Diákköri Konferenciáján (TUDEK), a Kutató Diákokért Alapítvány Országos Konferenciáján, valamint a Kutató Diákok Tudományos Esszépályázatán.

#### Molnár Botond
2004-ben dicséret, 2002-ben és 2005-ben pedig III. díj a Megyei Fizika Olimpián.

#### Sipos Lehel
| Verseny | 2007      | 2008      | 2009      | 2010     |
| --- | --------- | --------- | --------- | -------- |
| Megyei Fizika Olimpia (Kovászna megyei Tanfelügyelőség)                                                                                    | II. díj   | I. díj    | I. díj    | I. díj   |
| Országos Fizika Olimpia (Románia Oktatási és Kutatási Minisztériuma)                                                                       | részvétel | részvétel | részvétel | dicséret |
| Vermes Miklós Országos Fizikaverseny (Erdélyi Magyar Műszaki Tudományos Társaság)                                                          | dicséret  | III. díj  | I. díj    | -        |
| Vermes Miklós Nemzetközi Fizikaverseny (Vermes Miklós Országos Tehetségápoló és Tehetségkutató Alapítvány, Eötvös Loránd Fizikai Társulat) | III. díj  | részvétel | I. díj    | -        |
| Augustin Maior Országos Fizikaverseny (Babeș–Bolyai Tudományegyetem)                                                                       | -         | -         | II. díj   | -        |
| Schwartz Lajos Nemzetközi Fizika és Kémia Emlékverseny (Schwartz Alapítvány)                                                               | részvétel | -         | II. díj   | II. díj  |
| Országos Szilárd Leó Atom- és Magfizikaverseny, erdélyi döntő (Szilárd Leó Tehetséggondozó Alapítvány, Eötvös Loránd Fizikai Társulat)     | -         | -         | -         | I. díj   |

### Volt diákok tudományos eredményei

#### Simon Timea
- Tudományos szakgyakorlat, paksi atomerőmű (Paks, Magyarország, 2007)
- A Magyar Köztársaság által finanszírozott részképzés, MTA Biofizikai Intézet, Szegedi Tudományegyetem (Szeged, Magyarország, 2009)
- Tagság a Fizika Szakkollégiumban, Kolozsvári Magyar Egyetemi Intézet (Kolozsvár, Románia, 2006-2010)
- Erasmus ösztöndíj, Fizikai Spektrometria Laboratórium, Joseph Fourier Tudományegyetem (Grenoble, Franciaország, 2009-2010)
- Fizika szakos doktori hallgató és tudományos kutatóasszisztens a  Babeș–Bolyai Tudományegyetemen (Kolozsvár, Románia, 2010-től)
- Publikációk:

1. M. Potara, T. Simon, S. Astilean – Biofunctional nanocomposites based on chitosan and gold nanoparticles as effective substrates for Surface Enhanced Raman Spectroscopy (SERS), Processes in Isotopes and Molecules, (Kolozsvár, Románia, 2009. 09. 24-26.)
2. T. Simon, T. Gallavardin, J. Massin, M. Maurin, A.-M. Gabudean, D. Cottet, Y. Bretonnière, O. Maury, O. Stéphan,  C. Andraud, J-C Vial, P. L. Baldeck, S. Astilean – Pluronic micro-emulsions of hydrophobic chromophores for bio-imaging applications and photodynamic therapy, International Conference of Physics Students (Graz, Ausztria, 2010. 08. 17-23.)
3. Thibault Gallavardin, Mathieu Maurin, Sophie Marotte, Timea Simon, Ana-Maria Gabudean, Yann Bretonnière, Mikael Lindgren, Frédéric Lerouge, Patrick L. Baldeck, Olivier Stéphan, Yann Leverrier, Jacqueline Marvel, Stéphane Parola, Olivier Maury, Chantal Andraud – Photodynamic therapy and two-photon bio-imaging applications of hydrophobic chromophores through amphiphilic polymer delivery, Journal of Photochemical &Photobiological Sciences (Elfogadva 21. febr. 2011)

#### Molnár Botond
- Tudományos látogatás, CERN kutatóintézet (Genf, Svájc, 2006)
- Tudományos szakgyakorlat, paksi atomerőmű (Paks, Magyarország, 2007)
- 2008-ban I. díj az Erdélyi Tudományos Diákköri Konferencián (ETDK)
- 2009-ben különdíj az Országos Tudományos Diákköri Konferencián (OTDK)
- Tagság a Fizika Szakkollégiumban, Kolozsvári Magyar Egyetemi Intézet (Kolozsvár, Románia, 2006-2010)
- Előadások:

1. Körmöczi János Fizikusnap (Kolozsvár, Románia, 2007)
2. Az Erdélyi Múzeum Egyesület őszi konferenciája (Kolozsvár, Románia, 2007)
3. RODOSz Konferencia (Kolozsvár, Románia, 2008)
4. Plenáris előadás, Optimizáló Konferencia (Yalta, Ukrajna, 2010)[8]

- Publikációk:

1. Correlation Clustering on Networks, Journal of Physics A (2009)
2. Correlation clustering in the thermodynamic limit, Optimization Letters (elbírálás alatt)

#### Sipos Lehel
- Tagság a Fizika Szakkollégiumban, Kolozsvári Magyar Egyetemi Intézet (Kolozsvár, Románia, 2010-től)[9]
- 2011-ben részvétel az Erdélyi Tudományos Diákköri Konferencián (ETDK)
- Előadás az Erdélyi Protestáns Szakkollégiumi Konferencián (Kolozsvár, Románia, 2011)
- Tudományos látogatás az MTA KFKI kutatóközpontban (Budapest, Magyarország, 2011)
- Teljes támogatású részvétel az ELTE Kárpát-medencei Magyar Nyári Egyetemen (Budapest, Magyarország, 2011)
- Tudományos szakgyakorlat a paksi atomerőműben (Paks, Magyarország, 2011)

## Díjai, elismerései
- Gábor Dénes-díj (2019)[10]